# M1 (Belarus)
För andra betydelser, se M1.

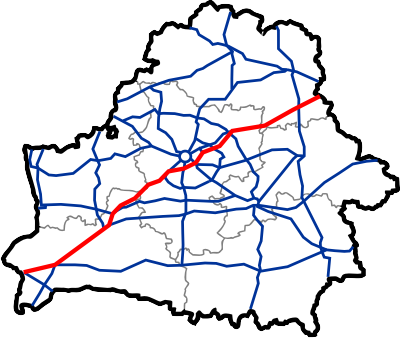
Karta över vägen.

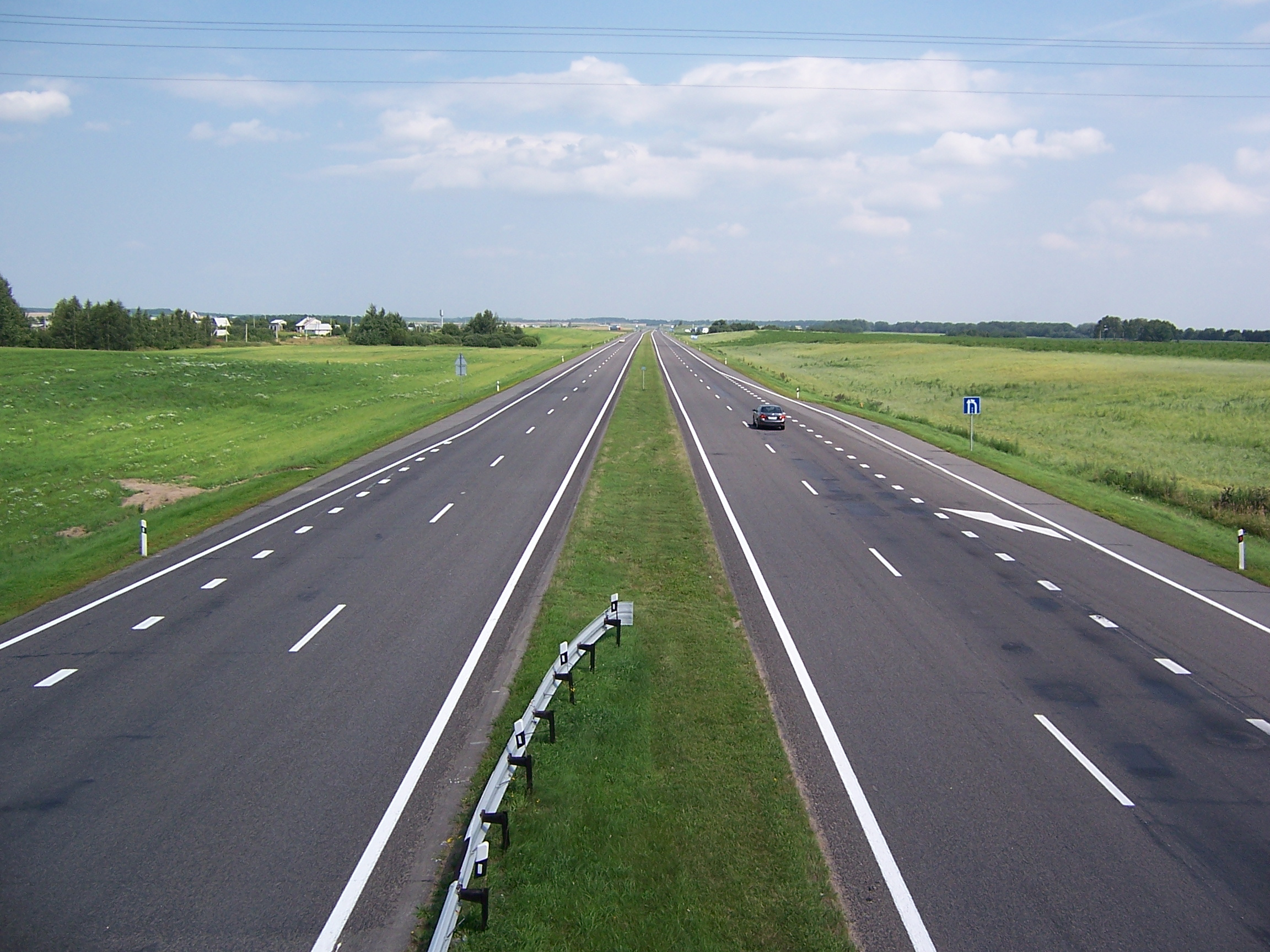
M1

M1 är en motorväg i Vitryssland som går mellan Brest och gräns i Ryssland.